# Александрс Ґрінс
Александрс Ґрінс (латис. Aleksandrs Grīns; справжнє ім'я — Екаб (латис. Jēkabs); *15 серпня 1895, Курляндськая губернія — †25 грудня 1941, Астрахань) — латвійський письменник і військовик, учасник бойових дій у Першій світовій війні.

## Біографія
Народився 15 серпня 1895 в Курляндській губернії. Після закінчення школи в Цесісі вступив добровольцем в російську імператорську армію. Брав участь у боях Першої світової війни. Закінчив одне з московських військових училищ прапорщиком (1915), після закінчення училища направлений на фронт. В подальшому домігся переведення до новостворених батальйонів латвійських стрільців. У липні 1917 року важко поранений і після операції евакуйований до Петрограда.
До Латвії повернувся вже після укладення Брестського миру. 1920 року отримав звання капітана Латвійської армії. З 1920 по 1924 роки працював військовим журналістом, заступником головного редактора журналу латвійської армії (латис. Latvijas kareivis).
1924 року Ґрінс вийшов у відставку і почав кар'єру професійного письменника. У 1932-1934 роках видав два томи роману про Першу світову війну «Душі в сніжному вихорі» (латис. Dvēseļu putenis). 1939 повернувся на військову службу, брав участь в охороні державного кордону Латвії.
Після окупації Латвії з боку СССР, залишився у країні. У червні 1941 року Ґрінс викрадений угрупованням НКВД СССР і вивезений у Астрахань в РСФСР, де був убитий у тюрмі на Різдво того ж року.

## Пам'ять
Іменем Александрса Ґрінса названа вулиця в Ризі.

## Публікації
- Nameja gredzens (Перстень Намея, 1931)
- Dvēseļu putenis (Душі в сніжному вихорі, частина I, 1933)
- Debesu ugunis (Вогні небес; незакінчений, 1934)
- Dvēseļu putenis (частина II, 1934)
- Tobago (Тобаго, 1934)
- Трилогія Saderinātie:
  - Частина I: Pelēkais jātnieks (Вершник на блідому коні, 1938)
  - Частина II: Sarkanais jātnieks (Вершник на червоному коні, 1938)
  - Частина II: Melnais jātnieks (Вершник на вороному коні, 1940)
- Trīs vanagi (Три яструба, 1938)
- Zemes atjaunotāji:
  - Частина I: Meža bērni (Діти лісу, 1939)
  - Частина II: Atdzimusī cilts, 1939
- Pārnākšana (Повернення, 1941)